# Зимни вечери
„Зимни вечери“ е поетичен цикъл от Христо Смирненски, публикуван в литературното приложение на „Работнически вестник“ на 27 януари 1923 г. Издаден е през 1924 г. като отделна книга с илюстрации от Александър Жендов и с предговор от Георги Цанев.
В нея поетът разказва за бедността, за нещастието и за разбитите съдби и надежди на бездомниците. За Христо Смирненски цветът жълто е символ на смъртта и на нещастието. По тази причина в няколко от стиховете той казва именно за това. Като цяло творбата е тъжна, нещастна. Героите в нея са децата, слепият старик и старата баба и майката на децата.